# Super Tirititran
Super-Tirititran - El superhéroe gaditano es un videojuego en 2 dimensiones (2D) recreando los antiguos juegos de naves. El juego está ambientado en la ciudad de Cádiz, de donde son naturales Francisco Javier Pérez Pacheco (programador), Jesús Carrasco Carrasco (grafista) y Shano Lores (música), los tres creadores del juego.
El protagonista del juego es el mismo que el del título, un superhéroe que se dedica a defender la ciudad de Cádiz. Vive con su madre y su peor enemigo es el Profesor Bizcone.

## Datos
Es un videojuego que se puede descargar gratis desde la página oficial en formato para Windows, Linux y Mac. Esta obra está bajo una licencia de Creative Commons y en menos de un año ha conseguido más de 140.000 descargas.